# Gerard Boedijn
Gerard (Gerardus) Hendrik Boedijn (Hoorn, 19 november 1893 - aldaar, 23 september 1972) was een Nederlands componist, wiens grote verdienste was dat hij "authentieke" literatuur schreef voor harmonie- en fanfare-orkesten. Hij publiceerde zijn werken ook onder het pseudoniem Jack Harvey. Hij is een zoon van Arie Boedijn, sergeant-geweermaker, en Jacoba Cornelia La Brijn.

## Levensloop
Al heel vroeg kreeg Boedijn vioolles, en les in slagwerk, blaasinstrumenten en piano aan de Stedelijke Muziekschool te Hoorn. Op 16-jarige leeftijd werd hij naar Amsterdam gezonden om de lessen te volgen aan de Muziekschool der afdeeling Amsterdam van de Maatschappij tot Bevordering der Toonkunst. Zijn studie deed hij aan het Amsterdams conservatorium waar hij bij Heinrich Fiedler en Felice Togni viool, bij Cor Kint muziektheorie, contrapunt en compositie, bij Fred J. Roeske koorcompositie en koordirectie alsook bij Julius Röntgen ensemblespel studeerde.
Van 1914 tot 1917 was hij leraar aan de Maastrichtse muziekschool Goovaerts. In Maastricht ontving hij tevens compositielessen van de in 1914 uit Luik gevluchte muziekdocent Carl Smulders, die grote invloed had op Boedijn als componist. Daarna ging hij naar Hoorn en werkte als pedagoog, freelance componist en dirigent van koren en orkesten. Van 1927 tot 1933 was hij directeur van de muziekschool in Veendam. Daarna ging hij naar Hoorn terug. Hij leidde talrijke koren en orkesten en verwierf met name met het Nederlands Koperorkest veel bekendheid. In 1959 werd hij door de Koningin tot Ridder in de Orde van Oranje-Nassau onderscheiden.
Hij componeerde verschillende werken voor HaFa-orkesten. In 1990 werd de plaatselijke muziekschool in Hoorn naar Gerard Boedijn vernoemd. Ook is naar Boedijn een onderscheiding genoemd, de Gerard Boedijn Penning.
Boedijn was getrouwd op 10 augustus 1922 met Jannetje Cornelia Bindervoet van Nahuijs. Uit dit huwelijk werden een zoon en een dochter geboren.

## Composities

### Werken voor harmonie- en fanfare-orkest
- 1933 Gammatique (geschreven voor de Harmonie "Kunst na Arbeid" te Hoorn)
- 1942 Sempre tenuto opus 69
- 1940 Halewijn Synfonisch gedicht over een middeleeuwse legende, opus 87
- 1942 Plechtige ouverture opus 96
- 1942 Partita Symphonique opus 100
- 1946-1947 Symphonische schets (Esquisse symphonique) opus 112
- 1949 Dans-suite opus 110
- 1948 Rossiniana Ouverture in Italiaanse trant op motieven van Henri Viotta's (1848-1933) Gangspildeuntje opus 114
- 1949 Hephaistos, ouverture, op. 115
- 1949 Folkloristische paraphrase - Naar oude Danswijzen uit Westfriesland - opus 116
- 1949 Oosterse suite Oriëntaalse Suite opus 117
- 1949 Partita piccola in oude Stijl opus 118
  1. Praeludium
  2. Menuetto
  3. Pavana
  4. Rigaudon
- 1950 Introductie en polonaise opus 119
- 1950 Caesar and Cleopatra Ouverture
- 1950 Michiel Adriaenszoon (de Ruyter) opus 120
- 1950 Paraphrase over het geestelijke lied "Ik heb geloofd"
- 1951 Landelijke suite - Pastoral Suite, voor harmonie- of fanfareorkest, op. 123
  1. Allegretto burlesco
  2. Pastorale I - Meidans - Pastorale II
  3. Boertige Mars
- 1951 Ouverture Symphonique opus 124
- 1951 Tzigane Twee Dansschetsen
  1. Langzame Wals
  2. Dans
- 1952 Vijf epigrammen - naar den schoolmeester, voor harmonie- of fanfareorkest, opus 126
  1. Inleiding
  2. de leeuw
  3. de olifant
  4. het kalf
  5. het paard
- 1952 Roccoco Suite
  1. Allemande
  2. Gavotte
  3. Sarabande
  4. Courante
- 1952 Divertimento nr. 1 opus 132
  1. Intrada
  2. Badinerie
  3. Air
  4. Rondeau
- 1953 Sint Hubertus opus 133
- 1954 Sinfonie concertante In oude stijl - opus 135
  1. Allegro
  2. Andante Maestoso
  3. Allegretto Giocoso
- 1955 Ladingen opus 143 Fantasiescherts naar Cargoes von Dr. John Masefield
  1. Slavengalei uit Ophir
  2. Britse kustvaarder in het Kanaal
  3. Spaans galjoen
- 1955 Divertimento no. 2
- 1955 English Suite
  1. The Hundred Pipers (Scotland)
  2. Jenny Jones (Wales)
  3. My Lady Greensleeves (England)
  4. The Rakes of Mallow (Ireland)
- 1956 Ciaconna antiqua opus 144
- 1956 Oude Kermistaferelen
  1. In de mallemolen
  2. Bij de straatkunstenmakers
  3. Het valse buikorgeltje en het zielige aapje
  4. Voor 't paardespul
- 1956 Irish suite opus 146 - From Old Folk Songs
  1. Saint Patrick's Day
  2. Londonderry Air
  3. The Minstrel Boy
- 1957 Petite sérénade facile opus 148
  1. Allegro
  2. Romance
  3. Menuet I en II
  4. Alla Rondo
- 1957 Noordhollandse paneeltjes Suite in 5 delen opus 152
  1. Polderlandschap
  2. Kennemerland
  3. IJsselmeer
  4. Het Gooi
  5. Amsterdam
- 1958 Happy time suite opus 155
  1. Cantilene
  2. Springdans
  3. Tango
  4. Quick-Step
- 1958 Introduzione rhapsodique, voor beiaard en harmonieorkest, op. 156
- 1959 The harp of Wales opus 158
  1. Lively
  2. Paraphrase
  3. Scherzo
  4. Last Canto
- 1959 A youth suite opus 160
  1. The school-children march
  2. School journey
  3. Sham illness
  4. In the wide world
- 1960 Esquisse triomphale op. 161
- 1961 Petite suite espagnole opus 165
- 1961 Princeville Lyrische Suite opus 168
  1. Charme
  2. Intimiteit
  3. Sfeer
- 1962 Scènes des Champs opus 170
  1. Les Campagnards
  2. A la lisière du bois
  3. La Danse
  4. 1. De buitenlui

  - 2. Bij de bosrand
  - 3. De dans
- 1963 Persiflages opus 175 naar het gedicht Barend de Schutter
- 1963 Ivanhoe opus 177
- 1964 Comedy Capers - komieke bokkesprongen, voor fanfareorkest, op. 181
- 1964 Sonatine opus 182
  1. Allegro
  2. Andante poco sostenuto
  3. Rondino, Allegretto
- 1965 Ballet Astrologique opus 184
  1. Ram en Stier (allegro moderato - marcato)
  2. Maagd en Tweelingen (andante - espressivo)
  3. Boogschutter en Steenbok (Scherzo - leggièro)
  4. Waterman en Schorpioen (Allegro con affeto)
- 1965 Lyrische ouverture, voor harmonie- of fanfareorkest, op. 185
- 1965 Promenades opus 187
  1. Langs het haventje
  2. In het park
  3. In de straat
- 1966 Cassazione nr. 2 opus 189
  1. Andante marcato
  2. Allegretto
  3. Adagietto
  4. Scherzoso
- 1967 Sunday out little display of folk tunes opus 191
- 1968 Contrasten opus 193
  1. Andante espressivo
  2. Allegretto
  3. Canzonetta
  4. Alla Marcia
- 1968 Impromptu Suite
  1. Con gracia
  2. Con espressione quasi Andantino
  3. Moderato Maestoso
- A chain of british songs Suite
  1. Introductie
  2. Intermezzo
  3. Finale
- "'k heb geloofd", paraphrase
- Taptoe tune opus 166 (in opdracht van de KRO)
- De Argonauten Ouverture opus 190
- Scènes Alsaciennes - Souvenirs
  1. Dimanche matin
  2. Au cabaret
  3. Sous les tilleuls
  4. Dimanche soir

### Werken voor beiaard
- 1939 Toren aan zee
- 1952 Partita, op. 129
- 1966 Six Aquarium Miniatures, voor beiaard

### Overig
- 1947 Kwartet nr. 2 2 trompetten, hoorn, trombone
- 1948 Fanfare 2 trompetten, hoorn, trombone (in opdracht van de NRU)
- Oogst mannenkoor (tekst: Mathieu Kemp)